# 모토야마 마사시
모토야마 마사시(일본어: 本山 雅志, 1979년 6월 20일, 후쿠오카현 ~ )는 일본의 전 축구 선수로, 현역 시절 포지션은 미드필더였다.

## 선수 경력
후쿠오카현의 기타큐슈시 출신으로, 1998년 가시마 앤틀러스에서 프로 선수 생활을 시작하였다. 1999년 나이지리아에서 열린 1999년 FIFA 세계 청소년 축구 선수권 대회에 출전해 일본의 준우승에 공헌했으며, 오노 신지와 함께 베스트 일레븐에 선정되었다. FIFA 세계 청소년 축구 선수권 대회에서의 활약 이후, 소속팀 가시마 앤틀러스에서도 리그 경기에 꾸준히 출전하게 되었다. 2000년 하계 올림픽 대표에도 발탁되었으며, 2000년 6월 볼리비아 전에서 대표팀에 데뷔하였다. 2000년, 2001년 가시마 앤틀러스의 두 시즌 연속 리그 우승에 기여하였다.
2002년 가시마 앤틀러스의 중심 선수로 자리 잡았으나, 같은 해 대한민국과 일본에서 개최된 2002년 FIFA 월드컵 대표팀에는 소집되지 않았다. 지쿠가 일본 대표팀 감독이 된 2003년 이후에 대표팀에 소집되는 기회가 많아져 2004년 AFC 아시안컵에도 출전했으나, 독일에서 개최된 2006년 FIFA 월드컵 대표팀에는 소집되지 않았다. 그는 2006년까지 국제 A매치 통산 28경기에 출전했다.
2007년 프로 선수 생활 10년 만에 리그 전 경기 출전을 달성하고 가시마 앤틀러스의 6년 만의 리그 우승에 크게 공헌했으며, 2008년과 2009년에도 꾸준히 가시마 앤틀러스의 주전 선수로 활약하면서 팀의 세 시즌 연속 리그 우승에 기여하였다.

## 통계
| 일본 | 일본 | 일본 |
| 연도 | 출전 | 득점 |
| ---- | ---- | ---- |
| 2000 | 3    | 0    |
| 2001 | 0    | 0    |
| 2002 | 0    | 0    |
| 2003 | 3    | 0    |
| 2004 | 12   | 0    |
| 2005 | 8    | 0    |
| 2006 | 2    | 0    |
| 통산 | 28   | 0    |